# Полипропилен
Полипропилен (PP) — термопластичный полимер пропилена (пропена).

## Получение
Полипропилен получают полимеризацией пропилена в присутствии металлокомплексных катализаторов, например, катализаторов Циглера—Натта (например, смесь TiCl4 и AlR3):
nCH2=CH(CH3) → [-CH2-CH(CH3)-]n
Параметры, необходимые для получения полипропилена, близки к тем, при которых получают полиэтилен низкого давления. При этом, в зависимости от конкретного катализатора, может получаться любой тип полимера или их смеси.
Полипропилен выпускается в виде порошка белого цвета или гранул с насыпной плотностью 0,4—0,5 г/см³. Полипропилен выпускается стабилизированным, окрашенным и неокрашенным.

## Молекулярное строение
По типу молекулярной структуры можно выделить три основных типа: изотактический, синдиотактический и атактический.
Изотактическая и синдиотактическая молекулярные структуры могут характеризоваться разной степенью совершенства пространственной регулярности.
Стереоизомеры полипропилена существенно различаются по механическим, физическим и химическим свойствам. Атактический полипропилен представляет собой каучукоподобный материал с высокой текучестью, температурой плавления — около 80 °C, плотностью — 850 кг/м³, хорошей растворимостью в диэтиловом эфире. Изотактический полипропилен по своим свойствам выгодно отличается от атактического, а именно: он обладает высоким модулем упругости, большей плотностью — 910 кг/м³, высокой температурой плавления — 165—170 °C и лучшей стойкостью к действию химических реагентов. Стереоблокполимер полипропилена при исследовании с помощью рентгеновских лучей обнаруживает определённую кристалличность, которая не может быть такой же полной, как у чисто изотактических фракций, поскольку атактические участки вызывают нарушение в кристаллической решётке. Изотактический и синдиотактический образуются случайным образом;

### Физико-механические свойства
В отличие от полиэтилена, полипропилен менее плотный (плотность 0,91 г/см³, что является наименьшим значением вообще для всех пластмасс), более твёрдый (стоек к истиранию), более термостойкий (начинает размягчаться при 140 °C, температура плавления 175 °C), почти не подвергается коррозионному растрескиванию. Обладает высокой чувствительностью к свету и кислороду (чувствительность понижается при введении стабилизаторов).
Поведение полипропилена при растяжении ещё в большей степени, чем полиэтилена, зависит от скорости приложения нагрузки и от температуры. Чем ниже скорость растяжения полипропилена, тем выше значение показателей механических свойств. При высоких скоростях растяжения разрушающее напряжение при растяжении полипропилена значительно ниже его предела текучести при растяжении.
Показатели основных физико-механических свойств полипропилена приведены в таблице:
| Плотность, г/см³                                | 0,90—0,91  |
| Разрушающее напряжение при растяжении, кгс/см   | 250—400    |
| Относительное удлинение при разрыве, %          | 200—800    |
| Модуль упругости при изгибе, кгс/см             | 6700—11900 |
| Предел текучести при растяжении, кгс/см         | 250—350    |
| Относительно удлинение при пределе текучести, % | 10—20      |
| Ударная вязкость с надрезом, кгс·см/см²         | 33—80      |
| Твердость по Бринеллю, кгс/мм²                  | 6,0—6,5    |

Физико-механические свойства полипропилена разных марок приведены в таблице:
| Показатели / марка                                          | 01П10/002 | 02П10/003 | 03П10/005 | 04П10/010 | 05П10/020 | 06П10/040 | 07П10/080 | 08П10/080 | 09П10/200 |
| ----------------------------------------------------------- | --------- | --------- | --------- | --------- | --------- | --------- | --------- | --------- | --------- |
| Насыпная плотность, кг/л, не менее                          | 0,47      | 0,47      | 0,47      | 0,47      | 0,47      | 0,47      | 0,47      | 0,47      | 0,47      |
| Показатель текучести расплава, г/10 мин                     | ≤0        | 0,2—0,4   | 0,4—0,7   | 0,7—1,2   | 1,2—3,5   | 3—6       | 5—15      | 5—15      | 15—25     |
| Относительное удлинение при разрыве, %, не менее            | 600       | 500       | 400       | 300       | 300       | -         | -         | -         | -         |
| Предел текучести при разрыве, кгс/см, не менее              | 260       | 280       | 270       | 260       | 260       | -         | -         | -         | -         |
| Стойкость к растрескиванию, ч, не менее                     | 400       | 400       | 400       | 400       | 400       | -         | -         | -         | -         |
| Характеристическая вязкость в декалине при 135 °C, 100 мл/г | -         | -         | -         | -         | -         | 2,0—2,4   | 1,5—2,0   | 1,5—2,0   | 0,5—15    |
| Содержание изотактической фракции, не менее                 | -         | -         | -         | -         | -         | 95        | 93        | 95        | 93        |
| Содержание атактической фракции, не более                   | -         | -         | -         | -         | -         | 1,0       | 1,0       | 1,0       | 1,0       |
| Морозостойкость, °C, не ниже                                | -5        | -5        | -5        | -         | -         | -         | -         | -         | -         |

### Химические свойства
Полипропилен — химически стойкий материал. Заметное воздействие на него оказывают только сильные окислители — хлорсульфоновая кислота, дымящая азотная кислота, галогены, олеум. Концентрированная 58%-я серная кислота и 30%-й пероксид водорода при комнатной температуре действуют незначительно. Продолжительный контакт с этими реагентами при 60 °C и выше приводит к деструкции полипропилена.
В органических растворителях полипропилен при комнатной температуре незначительно набухает. Выше 100 °C он растворяется в ароматических углеводородах, таких, как бензол, толуол. Данные о стойкости полипропилена к воздействию некоторых химических реагентов приведены в таблице.
| Среда                                                        | Температура, °C | Изменение массы, % | Примечание              |
| ------------------------------------------------------------ | --------------- | ------------------ | ----------------------- |
| Продолжительность выдержки образца в среде реагента 7 суток  |                 |                    |                         |
| Азотная кислота, 50%-я                                       | 70              | -0,1               | Образец растрескивается |
| Натр едкий, 40%-й                                            | 70              | Незначительное     |                         |
| Натр едкий, 40%-й                                            | 90              | Незначительное     |                         |
| Соляная кислота, конц.                                       | 70              | +0,3               |                         |
| Соляная кислота, конц.                                       | 90              | +0,5               |                         |
| Продолжительность выдержки образца в среде реагента 30 суток |                 |                    |                         |
| Азотная кислота, 94%-я                                       | 20              | -0,2               | Образец хрупкий         |
| Ацетон                                                       | 20              | +2,0               |                         |
| Бензин                                                       | 20              | +13,2              |                         |
| Бензол                                                       | 20              | +12,5              |                         |
| Едкий натр, 40%-й                                            | 20              | Незначительное     |                         |
| Минеральное масло                                            | 20              | +0,3               |                         |
| Оливковое масло                                              | 20              | +0,1               |                         |
| Серная кислота, 80%-я                                        | 20              | Незначительное     | Слабое окрашивание      |
| Серная кислота, 98%-я                                        | 20              | >>                 |                         |
| Соляная кислота, конц.                                       | 20              | +0,2               |                         |
| Трансформаторное масло                                       | 20              | +0,2               |                         |

Вследствие наличия третичных углеродных атомов полипропилен более чувствителен к действию кислорода, особенно при воздействии ультрафиолета и повышенных температурах. Этим и объясняется значительно большая склонность полипропилена к старению по сравнению с полиэтиленом. Старение полипропилена протекает с более высокими скоростями и сопровождается резким ухудшением его механических свойств. Поэтому полипропилен применяется только в стабилизированном виде. Стабилизаторы предохраняют полипропилен от разрушения как в процессе переработки, так и во время эксплуатации. Полипропилен меньше, чем полиэтилен подвержен растрескиванию под воздействием агрессивных сред. Он успешно выдерживает стандартные испытания на растрескивание под напряжением, проводимые в самых разнообразных средах. Стойкость к растрескиванию в 20%-м водном растворе эмульгатора ОП-7 при 50 °C для полипропилена с показателем текучести расплава 0,5—2,0 г/10 мин, находящегося в напряжённом состоянии, более 2000 ч.
Полипропилен — водостойкий материал. Даже после длительного контакта с водой в течение 6 месяцев (при комнатной температуре) водопоглощение полипропилена составляет менее 0,5 %, а при 60 °C — менее 2 %.

### Теплофизические свойства
Полипропилен имеет более высокую температуру плавления, чем полиэтилен, и соответственно более высокую температуру разложения. Чистый изотактический полипропилен плавится при 176 °C. Максимальная температура эксплуатации полипропилена 120—140 ºC. Все изделия из полипропилена выдерживают кипячение, и могут подвергаться стерилизации паром без какого-либо изменения их формы или механических свойств.
Превосходя полиэтилен по теплостойкости, полипропилен уступает ему по морозостойкости. Его температура хрупкости (морозостойкости) колеблется от −5 до −15 ºC. Морозостойкость можно повысить введением в макромолекулу изотактического полипропилена звеньев этилена (например, при сополимеризации пропилена с этиленом).
Показатели основных теплофизических свойств полипропилена приведены в таблице:
| Температура плавления, °C                                            | 160—170      |
| Теплостойкость по методу НИИПП, °C                                   | 160          |
| Удельная теплоёмкость (от 20 до 70ºС), кал/(г·°C)                    | 0,46         |
| Термический коэффициент линейного расширения (от 20 до 100 °C), 1/°C | 1,1⋅10−4     |
| Температура хрупкости, °C                                            | От −5 до −15 |

### Электрические свойства
Показатели электрических свойств полипропилена приведены в таблице:
| Удельное объёмное электрическое сопротивление, Ом·см  | 1016—1017     |
| Диэлектрическая проницаемость при 106 Гц              | 2,2           |
| Тангенс угла диэлектрических потерь при 106 Гц        | 2⋅10−4—5⋅10−5 |
| Электрическая прочность (толщина образца 1 мм), кВ/мм | 30—40         |

## Переработка
Полипропилен имеет высокий потенциал вторичного применения. Основные способы переработки — формование методами экструзии, вакуум- и пневмоформования, экструзионно-выдувного, инжекционно-выдувного, инжекционного, компрессионного формования, литьё под давлением.

## Применение
Материал для производства плёнок (особенно упаковочных), мешков, тары, труб, деталей технической аппаратуры, пластиковых стаканчиков, предметов домашнего обихода, нетканых материалов, электроизоляционный материал, в строительстве для вибро- и шумоизоляции межэтажных перекрытий в системах «плавающий пол». При сополимеризации пропилена с этиленом получают некристаллизующиеся сополимеры, которые проявляют свойства каучука, отличающиеся повышенной химической стойкостью и сопротивлением старению.
Для вибро- и теплоизоляции также широко применяется пенополипропилен (ППП). Близок по характеристикам к вспененному полиэтилену (пенополиэтилен). Также встречаются декоративные экструзионные профили из ППП, заменяющие пенополистирол. Атактический полипропилен используют для изготовления строительных клеев, замазок, уплотняющих мастик, дорожных покрытий и липких плёнок.
Структура применения полипропилена в России в 2012 году была следующей: 38 % — тара, 30 % — нити, волокна, 18 % — плёнки, 6 % — трубы, 5 % — полипропиленовые листы, 3 % — прочее.

## Рынок полипропилена
Полипропилен занимает второе место в мире среди полимеров по объёму потребления, с долей 26 % уступая только полиэтилену. Доля занимающего третью позицию поливинилхлорида (18 %) сокращается в пользу полипропилена. 76 % мирового потребления полипропилена приходится на гомополипропилен, остальное на сополимеры. В России потребление полипропилена выросло с 250 тыс. т в 2002 году до 880 тыс. т в 2012 году, при этом остаётся на довольно низком уровне: 1,6 % от мирового или 6 кг на человека в год против 18 кг/чел. в Западной Европе, 17 кг/чел. в США и 12 кг/чел. в Китае.
В мире наблюдается перепроизводство полипропилена: сейчас переизбыток оценивается в размере 7,4 млн тонн в год, в 2015 году при ожидаемом объёме мирового потребления 66 млн т производственные мощности составят 79 млн т.
| №№ п/п | Компания       | Страна            | Производственные мощности, тыс. тонн | Доля мирового рынка, % |
| ------ | -------------- | ----------------- | ------------------------------------ | ---------------------- |
| 1      | LyondellBasell | Нидерланды        | 6 471                                | 11,24                  |
| 2      | Sinopec        | Китай             | 4 930                                | 6,37                   |
| 3      | SABIC          | Саудовская Аравия | 3 455                                | 5,13                   |
| 4      | PetroChina     | Китай             | 3 038                                | 4,69                   |
| 5      | Braskem        | Бразилия          | 2 814                                | 4,60                   |

Российское производство полипропилена началось в 1981 году на Томском нефтехимическом комбинате (ныне принадлежит «Сибуру»). В 1990-е годы установки по производству полипропилена были построены на Московском НПЗ («Газпром нефть» и «Сибур») и «Уфаоргсинтезе» («Башнефть»). В 2007 году производство полипропилена открылось на будённовском Ставролене («Лукойл»), а в 2013 году на омском Полиоме.
Крупнейшее российское производство полипропилена открылось 15 октября 2013 года — это принадлежащий «Сибуру» завод «Тобольск-Полимер». В момент запуска тобольского завода он входил в пятёрку самых мощных в мире (ещё два завода имели такую же мощность). Предприятие рассчитано на производство 510 тыс. т пропилена в год методом дегидрирования пропана (подрядчик — Maire Tecnimont, оборудование — UOP, получаемого на Тобольском нефтехимическом комбинате, и последующее производство из него 500 тыс. т полипропилена в год (подрядчик — Linde, оборудование — Ineos. Мощности прочих российских заводов по выпуску полипропилена не превышают 250 тыс. т в год. «Тобольск-Полимер» специализируется на выпуске гомополипропилена, в то время как производство сополимеров «Сибур» решил сосредоточить на Томском НХК и Московском НПЗ.
В 2015 году в России было произведено 1275 тыс. тонн полипропилена, при этом экспорт составил 350 тыс. тонн.
По итогам 2020 года суммарный объём производства полипропилена (ПП) в России вырос на 31 % в сравнении с аналогичным показателем 2019 года и составил около 1 883 тыс. тонн. Основной прирост объёмов производства обеспечил ЗапСибНефтехим